# Dilatator

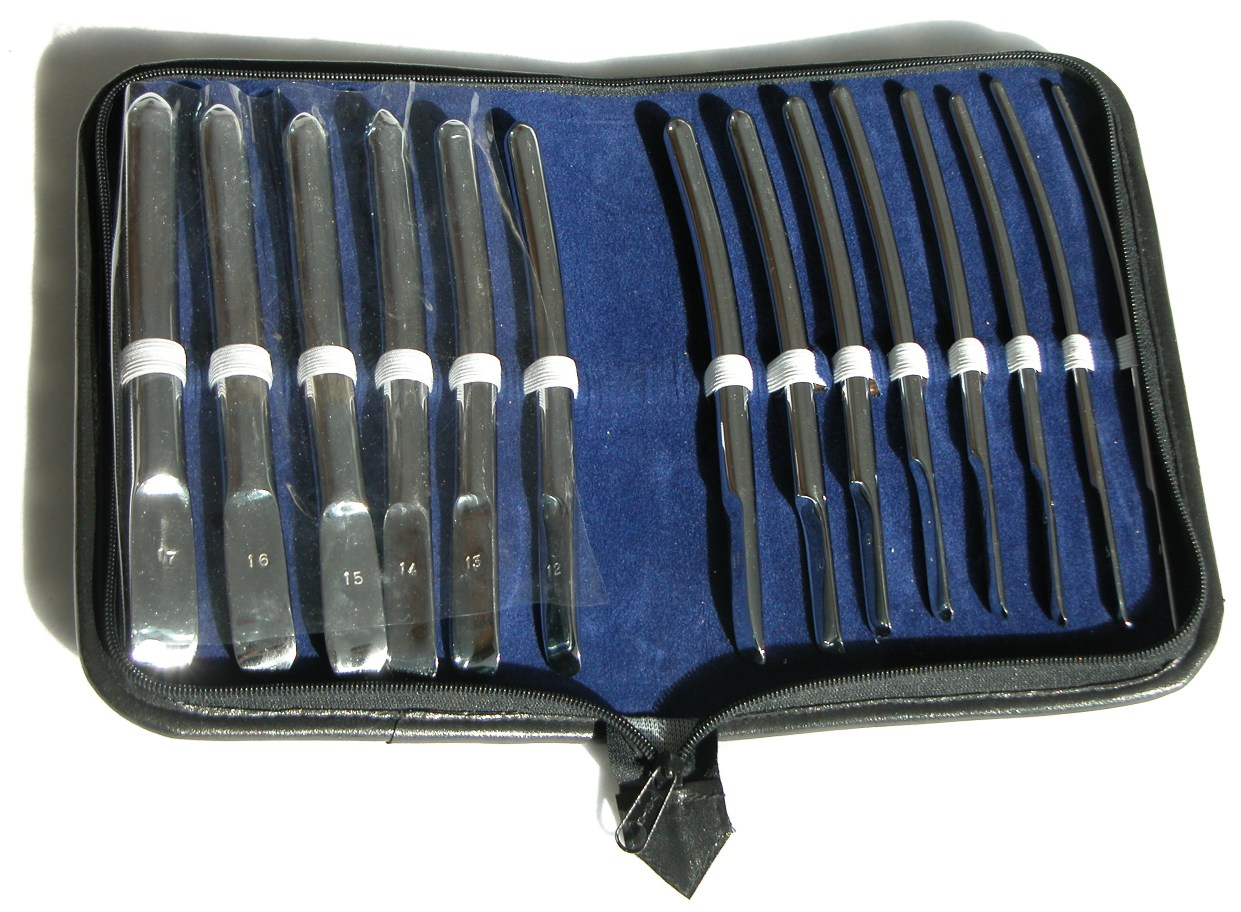
Dilatator-Set Hegar in den Größen 4 bis 17 mm (von rechts)

Ein Dilatator (lateinisch dilatator ‚Erweiterer, Verbreiterer‘, auch Bougie, französisch bougie ‚Wachskerze‘, umgangssprachlich auch kurz Dilator) ist ein medizinisches Gerät zum Weiten (Bougierung) bestehender Körperöffnungen (z. B. Harnröhre, Anus, Speiseröhre, Vagina, Gebärmutterhals) oder künstlicher Zugänge wie des Stichkanals für die Anlage eines zentralen Venenkatheters oder einer Punktionstracheotomie.

## Aufbau und Verwendung

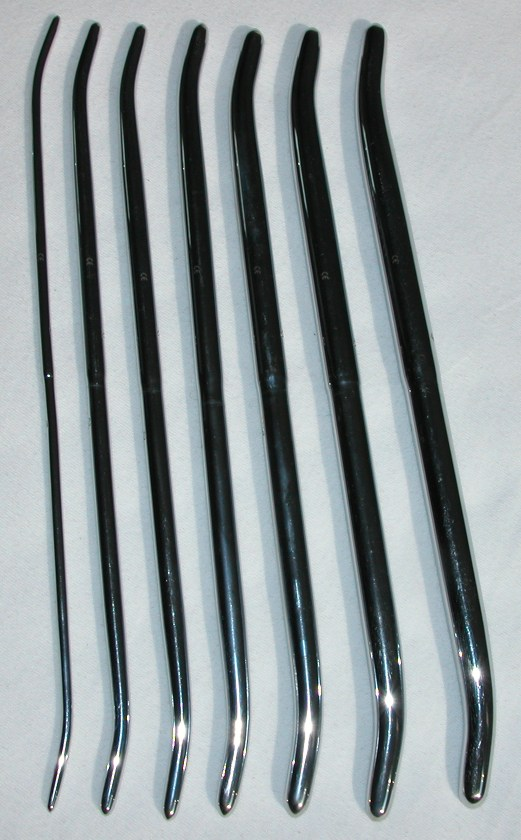
Dilatatoren nach Pratt in den Größen 13 bis 43 Ch (von links)

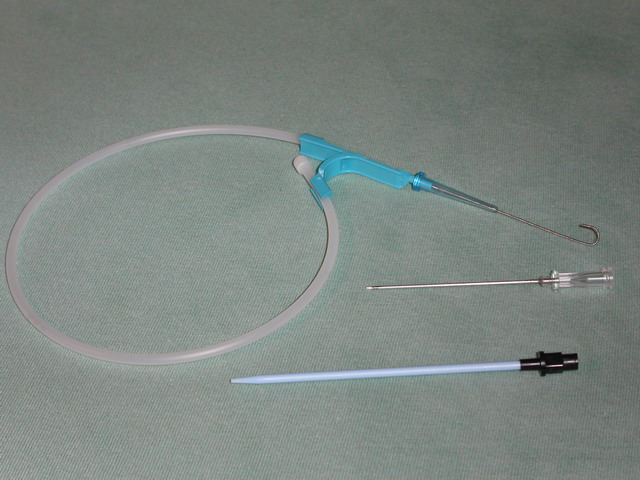
Seldinger-Set mit Dilatator (blau) am unteren Bildrand

Dilatatoren für die Bougierung sind meist aus Metall geformte, leicht gebogene und an der Spitze abgerundete Stäbe in verschiedenen Dicken im Bereich von 4 bis 20 Charrière.
Man unterscheidet zwischen verschiedenen Ausführungen:
- Bakes – die Spitze hat die Form verschieden großer Knospen
- Clutton – J-Form
- van Buren – J-Form
- Guyon – großer Radius über die ersten zwei Drittel
- Hank – kleine Verdickung im ersten Drittel
- Hegar – leicht gekrümmt,[3] s. Abbildung
- Pratt – besonders lang, s. Abbildung
- Sim – länger als üblich und recht dünn und biegsam

Die im Rahmen von z. B. Gefäßpunktionen (z. B. Pulmonalarterienkatheter) verwendeten Dilatatoren sind Einmalpräparate aus Kunststoff mit einer Größe von etwa 14 G. Bei der Punktionstracheotomie verwendete Dilatatoren sind deutlich dicker, zum Teil hornartig geformt, um so die Dilatation ohne Wechsel des Dilatators durchführen zu können. In beiden Fällen wird üblicherweise die Seldinger-Technik verwendet.
Missbräuchlich, da nicht ungefährlich, werden Metall-Dilatatoren auch im Rahmen der Klinikerotik benutzt.